# LUX Fight League
LUX Fight League är en mexikansk MMA-organisation som grundades 2017. Den anses vara den största MMA-ligan i Mexiko.

## Bakgrund
LUX Fight League grundades den 21 juli 2017 av den mexikanske affärsmannen Joe Mendoza. Det inledande LUX-evenemanget ägde rum samma datum i Tampico, en stad belägen i den norra delstaten Tamaulipas, med Efraín Escudero mot Bruno Murata i en lätt match.
I februari 2018 höll LUX sitt "LUX 002"-evenemang, det första som hölls i Mexico City, där organisationen har sitt officiella huvudkontor och anläggningar. Till skillnad från det tidigare evenemanget som hade fyra slagsmål, innehöll denna händelse nio matcher.

## Nuvarande mästare
| Herrar     | Herrar            | Herrar                   | Herrar                    | Herrar             | Herrar       |
| Viktklass  | Maxvikt           | Mästare                  | Regerande mästare sedan   | Tid som mästare    | Titelförsvar |
| ---------- | ----------------- | ------------------------ | ------------------------- | ------------------ | ------------ |
| Mellanvikt | 185 lbs / 84,1 kg | Vakant                   |                           |                    |              |
| Weltervikt | 169 lbs / 77,1 kg | Raúl Zaragoza (MEX)      | 31 januari 2025 (LUX 049) | 0 år och 197 dagar | 0            |
| Lättvikt   | 155 lbs / 70,3 kg | Kazula Vargas (MEX)      | 1 november 2024 (LUX 049) | 0 år och 288 dagar | 0            |
| Fjädervikt | 145 lbs / 66,1 kg | Édgar Delgado (CRC)      | 11 augusti 2023 (LUX 035) | 2 år och 5 dagar   | 3            |
| Bantamvikt | 134 lbs / 61,2 kg | Juan Díaz (PER)          | 1 december 2023 (LUX 038) | 1 år och 258 dagar | 1            |
| Flugvikt   | 125 lbs / 57,1 kg | Jorge Calvo Martín (CRC) | 17 mars 2023 (LUX 031)    | 2 år och 152 dagar | 4            |
| Damer      |                   |                          |                           |                    |              |
| Viktklass  | Maxvikt           | Mästare                  | Regerande mästare sedan   | Tid som mästare    | Titelförsvar |
| Flugvikt   | 125 lbs / 57,1 kg | Fernanda Muñoz (COL)     | 6 oktober 2023 (LUX 036)  | 1 år och 314 dagar | 0            |
| Stråvikt   | 114 lbs / 52,2 kg | Andrea Vázquez (MEX)     | 11 oktober 2024 (LUX 046) | 0 år och 309 dagar | 0            |